# Senaspis griseifacies
Senaspis griseifacies är en tvåvingeart som först beskrevs av Mario Bezzi 1908.  Senaspis griseifacies ingår i släktet Senaspis och familjen blomflugor. Inga underarter finns listade i Catalogue of Life.